# Applaudimètre
Un applaudimètre (ou compteur d'applaudissements) est un instrument de mesure qui prétend mesurer et afficher le volume des applaudissements d'un public.
Il peut être utilisé pour indiquer la popularité des concurrents et décider du résultat des compétitions en fonction de la popularité du public. Des implémentations spécifiques peuvent ou non être basées sur des sonomètres réels. Les applaudimètres étaient un élément populaire dans les concours de talents et les jeux télévisés des années 1950 et 1960, notamment Opportunity Knocks, mais ont depuis été supplantés par d'autres méthodes plus sophistiquées de mesure de la réponse du public.

## Histoire
L'une des premières apparitions d'un applaudimètre a eu lieu en 1956, dans l'émission télévisée britannique Opportunity Knocks, développée et présentée par Hughie Green. L'applaudimètre lui-même était une boîte en bois intitulée «Indicateur de réaction du public». L'accessoire fait maintenant partie de la collection du National Media Museum, à Bradford.  Les applaudimètres ont été utilisés dans de nombreuses autres émissions de télévision et lors d'événements en direct. 
En 1989, Green tenta sans succès de poursuivre la Société de radiodiffusion néo-zélandaise pour poursuite de violation du droit d'auteur sur un programme similaire. L'applaudimètre était l’une des caractéristiques distinctives du format utilisé par Green pour définir le copyright. Les tribunaux ont conclu qu'un format libre défini par des slogans et des accessoires, tels que l'applaudimètre, n'était pas protégé par le droit d'auteur. 
Les applaudimètres continuent d'être utilisés. Ils sont souvent considérés comme une nouveauté ou une distraction plutôt que comme une méthode précise pour mesurer la popularité. Même dans ce cas, ils sont parfois utilisés pour juger les gagnants de compétitions assez sérieuses telles que les compétitions de bataille des groupes de musique. En politique, la popularité d'un homme politique est parfois mesurée par les applaudissements qu'il obtient lorsqu'il prononce un discours. Les organismes de presse utilisent parfois le concept d'un applaudimètre pour évaluer la popularité d'un politicien ou des éléments de son message global.

## Authenticité
Très souvent, un applaudimètre est un simulacre complet, n'ayant aucun équipement de mesure du son réel. Au lieu de cela, il est manipulé par une personne, en fonction de son estimation de la réaction du public. Cela se fait normalement de manière semi-ouverte, le public ne se faisant guère ou pas d'illusion sur l'authenticité de l'applaudimètre. C'était apparemment le cas sur Opportunity Knocks, où l'applaudimètre  n'a pas été utilisé pour déterminer réellement les gagnants et a été rejeté avec la phrase « Souvenez-vous, les gars ! L'applaudimètre est juste pour le plaisir ! »,. 

## Alternatives
Il existe un certain nombre d'alternatives à l'applaudimètre. Un auditoire de studio peut être interrogé par simple vote à main levée, ou, pour obtenir un impact visuel plus important, en leur demandant de présenter des cartes de couleurs différentes indiquant leur vote. Ils peuvent également être interrogés par voie électronique en utilisant des appareils de vote individuels avec des boutons pour chaque option. Ces options sont plus précises qu'un applaudimètre mais ne contiennent pas l'élément d'enthousiasme généré par les applaudissements forcenés. 
Ces dernières années, le vote par téléphone est devenu le principal moyen de déterminer la popularité des talents. Cela présente l’avantage d’augmenter la participation pour inclure l’audience complète de la télévision. Il peut également être utilisé dans des programmes n’ayant pas d’audience en studio. Le vote par téléphone peut fournir une source importante de revenus supplémentaires aux radiodiffuseurs grâce à l'utilisation de numéros de téléphone à tarif majoré.

## Liste des émissions de télévision utilisant un applaudimètre
- Arthur Godfrey's Talent Scouts (en) (États-Unis) (1948-1958)
- Reine d'un jour (en) (États-Unis) (1956-1964)
- Opportunity Knocks (en) (Royaume-Uni) (1956-1990)
- The Tonight Show avec Johnny Carson (États-Unis) (1962–1992)
- Late Night with David Letterman (États-Unis) (1982–1993)
- Kids 'Court (en) (États-Unis) (1988-1989)
- Spectacle tardif avec David Letterman (États-Unis) (1993-2015)
- The Slammer (en) (Royaume-Uni) (2006-2015)